# Villiers-les-Hauts
Villiers-les-Hauts is een gemeente in het Franse departement Yonne (regio Bourgogne-Franche-Comté) en telt 143 inwoners (1999). De plaats maakt deel uit van het arrondissement Avallon.

## Geografie
De oppervlakte van Villiers-les-Hauts bedraagt 19,0 km², de bevolkingsdichtheid is 7,5 inwoners per km².
De onderstaande kaart toont de ligging van Villiers-les-Hauts met de belangrijkste infrastructuur en aangrenzende gemeenten.

## Demografie
Onderstaande figuur toont het verloop van het inwonertal (bron: INSEE-tellingen).